# DIN V 18599
Die DIN-Normenreihe DIN V 18599 befasst sich mit der Berechnung des Nutz-, End- und Primärenergiebedarfs für Heizung, Kühlung, Lüftung, Trinkwarmwasser und Beleuchtung (Energiebilanz) von Gebäuden.

## Entstehung
Sie wurde in einem gemeinsamen Arbeitsausschuss der DIN Normenausschüsse Bauwesen (NABau), Heiz- und Raumlufttechnik (NHRS) und Lichttechnik (FNL) erarbeitet. Obmann des Ausschusses ist seit Beginn Hans Erhorn vom Fraunhofer-Institut für Bauphysik IBP. Die Norm stellt eine Methode zur Bewertung der Gesamtenergieeffizienz von Gebäuden zur Verfügung, wie sie nach Artikel 3 der Richtlinie 2002/91/EG des Europäischen Parlaments und des Rates über die Gesamteffizienz von Gebäuden (EPBD) ab 2006 in allen Mitgliedsländern der Europäischen Union (EU) gefordert ist.
Die dazu erforderlichen, komplexen technischen Regelungen wurden erstmals im Juli 2005 als DIN V 18599 unter dem Titel „Energetische Bewertung von Gebäuden – Berechnung des Nutz-, End- und Primärenergiebedarfs für Heizung, Kühlung, Lüftung, Trinkwarmwasser und Beleuchtung“ veröffentlicht. Die erste Überarbeitung wurde im Februar 2007 veröffentlicht. Die aktuelle Fassung der Teile 1 bis 11 wurde im September 2018 herausgegeben. Der Teil 12 (Tabellenverfahren), welcher teilweise auf den Normteilen 1 bis 11 basiert, wird in einem hiervon abweichenden Turnus veröffentlicht.
Als Vornorm wird die DIN V 18599 regelmäßig aktualisiert. Die aktuell geplante Novelle wird durch Anpassungen und Fehlerkorrekturen zur Folge haben, dass der errechnete Bedarf bei Wärmepumpen gut 10 % niedriger sein wird, die Beleuchtungsstärken bei Nichtwohngebäuden deutlich erhöht werden und die Warmwasserbereitung künftig einen etwa 16 % höheren Bedarf bei Heizkesseln aufweisen wird. Um wirksam zu werden, muss eine Novellierung aber zunächst in einem ebenfalls novellierten GEG neu referenziert werden.

## Inhalte
Berechnungen nach der DIN V 18599 erlauben die Beurteilung aller Energiemengen, die zur bestimmungsmäßigen Heizung, Kühlung, Warmwasserbereitung, raumlufttechnischen Konditionierung und Beleuchtung von Gebäuden notwendig sind. Dabei berücksichtigt die Norm auch die gegenseitige Beeinflussung von Energieströmen aus Gebäude- und Anlagentechnik.
Die DIN V 18599 besteht aus 13 Teilen:
- Teil 1: Allgemeine Bilanzierungsverfahren, Begriffe, Zonierung und Bewertung der Energieträger
- Teil 2: Nutzenergiebedarf für Heizen und Kühlen von Gebäudezonen
- Teil 3: Nutzenergiebedarf für die energetische Luftaufbereitung
- Teil 4: Nutz- und Endenergiebedarf für Beleuchtung
- Teil 5: Endenergiebedarf von Heizsystemen
- Teil 6: Endenergiebedarf von Lüftungsanlagen, Luftheizungsanlagen und Kühlsystemen für den Wohnungsbau
- Teil 7: Endenergiebedarf von Raumlufttechnik- und Klimakältesystemen für den Nichtwohnungsbau
- Teil 8: Nutz- und Endenergiebedarf von Warmwasserbereitungsanlagen
- Teil 9: End- und Primärenergiebedarf von stromproduzierenden Anlagen
- Teil 10: Nutzungsrandbedingungen, Klimadaten
- Teil 11: Gebäudeautomation
- DIN/TS 18599-12 Tabellenverfahren Wohnbau[1]
- DIN/TS 18599-13 Tabellenverfahren für Nichtwohngebäude

sowie:
- Beiblatt 1: Bedarfs-Verbrauchsabgleich
- Beiblatt 2: Beschreibung der Anwendung von Kennwerten aus der DIN V 18599 bei Nachweisen des Gesetzes zur Förderung EEWG
- Beiblatt 3: Überführung der Berechnungsergebnisse einer Energiebilanz nach DIN/TS 18599 in ein standardisiertes Ausgabeformat (DIN/TS 18599 Beiblatt 3)

Die Normenteile 1 bis 11 haben zurzeit den Status von Vornormen. Diese Vornormen sollen in den europäischen Normierungsprozess eingebracht werden. Die Europäische Kommission hat das Europäische Komitee für Normung (CEN) beauftragt, europäische Normen für eine möglichst einheitliche Umsetzung der EU-Richtlinie zu entwickeln. Das CEN hat daraufhin 31 Themengebiete definiert, zu denen Vornormen entwickelt werden sollen. Der Teil 12 wurde im April 2021 als Technische Spezifikation (TS) herausgegeben. Teil 13 wurde ebenso als TS im Oktober 2010 veröffentlicht.

## Vorschriften
Die Algorithmen der DIN V 18599 sind konzipiert für die energetische Bilanzierung von:
- Wohn- und Nichtwohngebäuden
- Neubauten und Bestandsbauten

Das seit dem 1. November 2020 geltende Gebäudeenergiegesetz (GEG) verweist in verschiedenen Artikeln auf die DIN V 18599. Nach GEG 2024 ist die Anwendung der DIN V 18599 nun für alle Wohn- und Nichtwohngebäude verpflichtend. Dies gilt seit dem 1. Januar 2024 für die Erstellung von öffentlich-rechtlichen Nachweisen und Energieausweisen. Dafür sind die Normfassungen vom September 2018 zu verwenden.

## Kritik
Wesentlicher Kritikpunkt an der DIN V 18599 ist, dass der errechnete Energiebedarf regelmäßig deutlich über dem ermittelten Energieverbrauch liegt. Dadurch leidet die Akzeptanz von Energieberatungen und Energieausweisen bei den Gebäudebesitzern, und auf Basis der Norm erstellte Wirtschaftlichkeitsberechnungen entsprechen nicht der Realität.
Daneben wird – wie auch bei anderen Normen – kritisiert, dass eine gesetzlich verpflichtend anzuwendende Norm nicht frei zugänglich ist, sondern von jedem Anwender separat gekauft werden muss.